# Frénectomie
La frénectomie, ou freinectomie, est l’incision ou de l’ablation (excision) chirurgicale d’un frein (attache musculaire muqueuse et membraneuse, parfois considérée comme simple reste de structure embryologique). L'acte se fait sous anesthésie loco-régionale (par un chirurgien stomatologue ou un chirurgien-dentiste dans les cas de frénectomies muco-gingivales). 
La frénectomie implique prudence et minutie de la part du chirurgien, car faite dans des régions extrêmement vascularisées et innervées. Elle nécessite souvent des sutures

## Typologie de frénectomies
Il existe de trois types de frénectomie :

### 1. Ablation du frein lingual
Une opinion couramment admise au début du XXIe siècle est qu'un frein court (ankyloglossie) chez le nouveau-né perturbe le réflexe archaïque de succion et donc induirait des difficultés d’allaitement maternel (cette hypothèse n'a jamais été confirmée par la littérature scientifique, qui selon les conclusions d'une revue d'études publiée en 2021 « n'assure pas que la frénotomie soit la « conduite standard » à adopter en cas de difficulté d'allaitement et d'ankyloglossie ») et que la phonation de l'enfant sera perturbée (ce qui . Ces deux facteurs motivent le plus souvent la demande d'ablation du frein lingual, bien que rarement justifiée.
Le frein lingual (ou « frein de la langue ») est un filet situé de muqueuse située sous la langue, reliant le dessous de la langue au plancher buccal. On considère qu'il est trop court (ankyloglossie) quand ce frein est si court et fibreux que le sujet ne peut toucher son palais du bout de la langue, bouche ouverte. 
La suppression du frein vise alors à redonner à la langue une liberté de mouvement optimale ; elle permet, dans certains cas, d'éviter de perturber la croissance et certaines fonctions oro-faciales, d'éviter de futurs défauts de prononciation, et (chez le nouveau-né pourrait prétendument faciliter l'allaitement. 
Dans quelque cas (chez des enfants de 3 à 6 ans), un frein trop court dit « frein restrictif », accompagnant d'autres problèmes oro-faciaux (malocclusions dentaires notamment), une situation qui semble pouvoir parfois expliquer ou aggraver un SAOS (syndrome d'apnées obstructives du sommeil) avéré.
L'opération est simple mais doit être minutieuse pour éviter de toucher trois éléments anatomiques importants et proches que sont l’artère linguale, le nerf lingual et les canaux accessoires des glandes salivaires sublinguales et parce que la région sublinguale est extrêmement vascularisée et innervée. L'acte est réalisé sous anesthésie loco-régionale par un chirurgien stomatologue ou un chirurgien-dentiste. Des douleurs peuvent apparaître après l'intervention a niveau des sutures et des points d'injection de l'anesthésiant. La semaine suivant l'intervention, il est conseillé d'éviter les boisson trop chaude, les épices, les sodas et les mouvements brusques de la langue et de la bouche (baillements, éternuements prudents).
Cette intervention n'est pas vitale et peut être rarement utile ; beaucoup de gens vivent sans problème avec un frein lingual relativement court.

L'acte chirurgicale ne doit pas être effectuée trop tôt. En 2011, une étude parue dans la revue Pediatrics avait déjà mis en doute l'intérêt de l'opération chez les jeunes enfants. Et une étude récente (2022) basée sur 362 enfants porteurs d'une ankyloglossie perturbant la phonation a montré qu'une opération chirurgicale est inefficace chez les nourrissons âgés de 2 à moins de 3 ans présentant un défaut d'articulation dû à une ankyloglossie : Aucune différence statistiquement significative ne résulte de l'opération à cet âge pour l'apparence de la langue, la mobilité de la langue, la production de la parole et l'intelligibilité de la parole. Il convient plutôt de surveiller le frein lingual et sa croissance physiologique ; le moment optimale pour une intervention chirurgicale si elle s'avère nécessaire chez l'enfant est entre 4 et 5 ans (dans ce cas, on observe une amélioration significative de la production de la parole et de son intelligibilité par rapport au groupe des enfants touchés par une ankyloglossie et non-opérés).
Chez l'adulte, l'intervention peut supprimer une gêne liée à une mauvaise mobilité de la langue. Elle peut également être pratiquée avant ou pendant une chirurgie parodontale (élimination de poche parodontale, greffe) si le frein exerce une traction gênante pour la cicatrisation du site opéré. 
Quand le frein était très court, l'intervention peut être suivie d’une rééducation de la langue ; Il est conseillé de faire des exercices trois fois par jour pendant quinze jours : toucher le palais avec la pointe de la langue, tirer la langue au maximum, toucher de la pointe de la langue les commissures des lèvres et l'intérieur des joues. Une rééducation orthophonique est parfois également utile.

### 2. Ablation du frein labial
Le frein labial est un petit filet de muqueuse, naturel, situé entre l'intérieur de la lèvre supérieure et la gencive de la mâchoire supérieure. L’insertion de ce frein est généralement située sur la ligne muco-gingivale, mais parfois plus basse sur la gencive, dans la papille inter-incisive voire, encore plus rarement, au-delà, dans la papille palatine (il peut alors empêcher la fermeture d'un diastème des incisives (écartement anormal des incisives), ; dans ce dernier cas, une frénectomie est réalisée avant la pose des appareils en orthodontiques destinés à fermer un diastème et maintenir les dents après leur repositionnement. 
Il existe parfois un frein labial entre la gencive et la face intérieure de la lèvre inférieure.

### 3. Ablation du frein prépucial
C'est la suppression du frein du prépuce (ou Frein du pénis), situé sous le gland du pénis et qui réduit le retroussement de la peau du prépuce. Il peut être supprimé (ou non) à l'occasion d'une circoncision, ou excisé séparément en cas de « frein trop court » également appelé « brièveté du frein » (retrait volontaire du ligament et du voile de chair en cas de crainte, avant que celui-ci ne se déchire au cours d'un rapport sexuel un peu brusque). 
Cette intervention permet de rendre au prépuce toute sa mobilité et favorise un décalottage complet et indolore. Dans certains cas, elle  corrige la courbure de la verge si celle-ci était provoquée par la tension du frein.

## Manque de preuves d'intérêt dans la plupart des cas
Concernant l'ablation des freins de la langue et de la lèvre, de plus en plus pratiquée chez le nouveau-né ou chez le bébé lors de ses premiers mois de vie (au ciseau ou au laser chirurgical) : elle est supposée faciliter l’allaitement maternel et/ou prévenir de potentiels défauts d’élocution, mais reste largement décriées par la communauté scientifique, car il n'existe pas de preuve du bienfait de cette opération. 
En France, le 26 avril 2022, via un communiqué, l’Académie nationale de médecine a lancé un « appel collectif à la vigilance », s'inquiétant de « l’augmentation spectaculaire, en France et dans le monde [plus de 420% en Australie en une dizaine d’années], de la frénotomie linguale qui, effectuée très tôt après le séjour en maternité, permettrait ensuite un allaitement à la fois efficace pour le nouveau-né et le nourrisson, et indolore pour la mère ». 
Alors que « la brièveté du frein lingual est une anomalie rare », l'Académie s'inquiète du constat d'un « accroissement important sur tout le territoire de réseaux proposant, à des tarifs excessifs, de traiter les douleurs mamelonnaires et l’arrêt précoce de l’allaitement par la frénotomie ».